# Jo Blankenburg
Jo Blankenburg (ursprünglich Jochen Fuchs, geb. 18. März 1972 in Kulmbach) ist ein deutscher Komponist. Er wurde bekannt durch Soundtracks für Kino- und Fernsehfilme, Trailer, Kurzfilme und Dokumentationen. Er lebt und arbeitet in Los Angeles.

## Leben
Jo Blankenburg begann im Alter von sechs Jahren Klavier und Schlagzeug zu spielen. Als Jugendlicher spielte er in zwei Jazzformationen mit. Er ging für zwei Jahre nach New York City, komponierte und arrangierte Musik in den Genres Funk, Soul und Rhythm and Blues und arbeitete mit verschiedenen New Yorker Musikern zusammen.
Durch einen Preis beim „MTV Europe Songwriting Contest“ wurde er bekannter und konnte Verträge mit Warner Chappell Germany und Warner Brothers Music abschließen. Seit 2005 komponiert und arrangiert Jo Blankenburg Soundtracks für unterschiedlichen Formate, wie TV-Serien, Trailer und Filme. 2006 schloss er ein Studium am Berklee College of Music in Boston ab. 2007 ging er nach Auckland (Neuseeland) und unterzeichnete einen Exklusivvertrag mit der von Jeff Fayman und Yoav Goren gegründeten „Motion Picture Advertising Company Immediate Music“, mit denen er seither zusammenarbeitet.

## Werk
Seine Kompositionen werden stilistisch der sogenannten Epic Music zugeordnet, die auf das Auslösen bestimmter Gefühle ausgerichtet ist, etwa im Kontext der Soundtracks für Filme. Seine Werke sind orchestral angelegt und integrieren afrikanische Gesänge und Percussion, Jazz, Rock, Funk, live gespielte Instrumente wie auch elektronische Klangerzeugung, daneben schrieb er reine Klaviermusik. Seine Kompositionen richten sich auch stilistisch nach der jeweiligen Aufgabenstellung oder Thematik. Viele seiner Titel sind in den Trailern von Hollywood-Produktionen zu hören, wie z. B. in 300: Rise of an Empire, Die Tribute von Panem – The Hunger Games, Harry Potter und die Heiligtümer des Todes, X-Men: First Class, Lincoln, Hitchcock, Drachenzähmen leicht gemacht und The Wolfman.

## Engagement
Zusammen mit seinem Bruder, Andy Fox (Andreas Fuchs) produzierte Jo Blankenburg zu den 61. Berliner Filmfestspielen 2011 ein Multimedia-Projekt Oil Spill – The Human Ueberfluss, mit dem das Schicksal der ölverseuchten Vögel der Ölpest im Golf von Mexiko 2010 reflektiert wird durch die künstlerische Umsetzung mit sieben Frauen, die mit Öl übergossen wurden und deren Reaktionen filmisch festgehalten wurden.
2013 startete Jo Blankenburg zusammen mit Maya Haddi, Andy Fox and Nitish Raina unter dem Eventtitel „The Rebirth“ eine Initiative zur Hilfe für Opfer des Syrienkriegs. Der Film zeigt uninterpretiert Szenen aus Syrien, die von der Musik Blankenburgs begleitet sind.

## Trailer Music
Von Blankenburg komponierte Trailermusik wurde für mehrere Trailer verwendet:
- 2009: The Wolfman
- 2009: Drachenzähmen leicht gemacht
- 2009: FlashForward
- 2011: Dystopic für X-Men: First Class
- 2011: Satorius für den TV Spot Harry Potter und die Heiligtümer des Todes
- 2011: Conquest of Antaria für Featurette Harry Potter und die Heiligtümer des Todes
- 2011: Juggernaut und Satorius für America's Got Talent
- 2011: Vendetta und Satorius für TV Spot The Twilight Saga: Breaking Dawn
- 2011: Vendetta für Home Video Trailer Rise of the Planet of the Apes
- 2011: Enamorus für Far Cry 3
- 2012: Apophis für TV Spot Die Tribute von Panem – The Hunger Games
- 2012: Illumielle für den offiziellen Christmas television advert für British department store Debenhams
- 2013: Imperatrix Mundi für 300: Rise of an Empire

## Musikvideos, Musik zu Kurz- und Dokumentarfilmen
- 2005: The World Beneath (Kurzfilm)
- 2005: Ticket (Dokumentarfilm)
- 2006: Poetry (Dokumentarfilm)
- 2006: Stages (Film)
- 2007: Vahveraasio (Musikvideo)
- 2007: Omega99 (Kurzfilm)
- 2007: Planet Earth Forever (Musikvideo)
- 2008: Squalid (Kurzfilm)
- 2008: Four orchestral pieces
- 2009: Music for Congolese opera
- 2009: Titelmusik für World of Wearable Art
- 2010: Musik für Herr der Ringe
- 2011: Audio-visuelles Projekt Oil Spill bei den Berliner Filmfestspielen
- 2011: Below The Surface, Musik für die Dokumentation The Human Experience
- 2011: Anamnesis (Kurzfilm)
- 2019: Good Luck (Kurzfilm)

## Diskografie
- 2007: Floatovations (Soloalbum)
- 2008: The Feather Dance (Soloalbum)
- 2011: The Human Experience
- 2012: Elysium
- 2013: The Rebirth
- 2015: Kaleidoscope
- 2015: The Feather Dance (Klavier solo)
- 2016: Valkyrie
- 2017: Cronos